# کرکر (بروجرد)
کرکر روستایی است در شهرستان بروجرد در استان لرستان. این روستا در دهستان شیروان در بخش مرکزی این شهرستان قرار دارد.

## جمعیت
بنابر سرشماری مرکز آمار ایران، جمعیت این روستا در سال ۱۳۸۵، برابر با ۴۰ نفر بوده‌است که از این میان ۲۲ نفر مرد و بقیه زن بوده‌اند. کرکر ۹ خانوار جمعیت دارد.